# فويلة آلاياوية
فويلة آلاياوية (الاسم العلمي:Hedysarum alaicum) هي نوع من النباتات يتبع جنس الفويلة من الفصيلة البقولية.
سمي هذا النوع نسبةً إلى سلسلة جبال آلاي.